# Apogonalia pinguis
Apogonalia pinguis är en insektsart som beskrevs av Young 1977. Apogonalia pinguis ingår i släktet Apogonalia och familjen dvärgstritar. Inga underarter finns listade i Catalogue of Life.